# Onezym Pieczerski
Onezym Pieczerski – święty mnich prawosławny. 
O jego życiu nic nie wiadomo. Zyskał opinię świętości poprzez ascetyczne życie, jakie prowadził w monasterze kijowsko-pieczerskim. Był zatwornikiem - mnichem nie utrzymującym żadnego kontaktu z innymi, zamkniętym w celi. 
Należy do Soboru Świętych Kijowsko-Pieczerskich Spoczywających w Bliższych Pieczarach, gdzie też znajdują się jego relikwie. Jego grób znajduje się w pieczarze, w której żył jako mnich. 